# Brigades Toast
 (décembre 2018).
Les Brigades Toast[réf. nécessaire] est groupe de résistance belge durant la Seconde Guerre mondiale. 
Fondé en 1939 par Camille Joset et son fils cadet, Camille-Jean Joset, le réseau se forme dans l'Est de la Belgique et au Grand-Duché de Luxembourg. 
Initialement créé sous l'impulsion du Secret Intelligence Service, le groupe a pour objectif principal de communiquer des informations aux Britanniques en cas d'invasion allemande. Cependant, l'avancée rapide des troupes allemandes en Belgique empêche les Brigades Toast de remplir leurs objectifs. De ce fait, celles-ci fusionnent, en 1941, avec le Mouvement national belge fondé par Aimé Dandoy un an auparavant. Ce nouveau groupe, toujours dénommé Mouvement National Belge mais complété par les anciennes Brigades Toast, participe alors à des missions d'ordre divers jusqu'à la fin du conflit.

## Contexte historique
Dès septembre 1939 et l'invasion de la Pologne par les troupes allemandes, considérée comme élément déclencheur de la Seconde Guerre mondiale, des mouvements de résistance se mettent timidement en place. Après la capitulation belge de 1940, ceux-ci commencent réellement à s'organiser dans le pays mais ils restent cependant limités en termes de moyens humains, ces derniers étant principalement centrés autour de la petite et moyenne bourgeoisie francophone, patriote et antifasciste. C'est la défaite allemande lors de la bataille d'Angleterre, entre 1940 et 1941, mêlée au retour de certains militaires démobilisés, qui permet à la résistance belge de se développer. Les objectifs de celle-ci sont principalement dirigés autour de trois axes :
- une aide immédiate en temps de guerre ;
- la préservation du moral de la population ;
- l'établissement d'une force suffisante, capable de jouer un rôle lors de la Libération.

La résistance en Belgique ne cesse de se développer tout au long du conflit. Les conditions de vie difficiles, les défaites allemandes ainsi que l'attitude de l'occupant accentuent ce mouvement. Les groupes de résistance s'agrandissent, se multiplient et se spécialisent en fonction d'un secteur d'activité par exemple le sabotage, les actions militaires ou encore la réception de lettres de délation. Certains de ces groupes jouent d'ailleurs un rôle important à travers les missions qui leur sont attribuées, comme le Mouvement national belge, mais aussi le Front de l'Indépendance ou encore l'Armée de la Libération.

## Fondation
À la fin de 1939, Camille Joset et Camille-Jean Joset, sous l'impulsion du Secret Intelligence Service, le service de renseignements britannique, mettent en place un réseau d'informateurs dans l'Est de la Belgique. Les Brigades Toast font partie de la mise en place en Belgique, par la Grande-Bretagne, de services de renseignements et d'action. Les Brigades ont initialement pour but de transmettre des informations à la Grande-Bretagne en cas d'attaque de l'Allemagne. Le réseau place alors un poste émetteur au Grand-Duché de Luxembourg pour faciliter la communication avec les Britanniques. Mais, peu après la formation des Brigades Toast, la Belgique est envahie par les troupes allemandes. La campagne des 18 jours, se déroulant du 10 au 18 mai 1940, se clôture par la capitulation de la Belgique.
Cependant, les Brigades Toast ne disparaissent pas à la suite de l'invasion allemande et la plupart des services de renseignements et d'action créés par Londres apparaissent plus tard, à partir de septembre 1940, lorsque la Belgique est déjà occupée. Ces réseaux, qui sont totalisés au nombre de dix-neuf, couvrent l'ensemble du territoire. Parmi les services de renseignements et d'action principaux existent les groupes Luc/Marc et Zéro, qui gèrent un vaste réseau d'informations à travers tout le pays. Les Brigades Toast et les autres services mis en place par Londres communiquent alors des informations concernant les infrastructures, les moyens militaires ou encore l'activité industrielle en Belgique.

## Fusion avec le Mouvement national belge

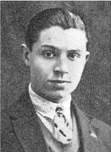
Aimé Dandoy

La progression éclair de l'armée allemande empêche les Brigades TOAST de remplir leurs objectifs de renseignements et, après quelques mois d'occupation, celles-ci fusionnent avec le Mouvement national belge en janvier 1941. Ce groupe, fondé par Aimé Dandoy à Bruxelles en décembre 1940, a pour objectif premier de libérer la Belgique de l'occupation allemande. Les Brigades TOAST ne connaissent donc qu'une existence éphémère mais participent, par leur fusion avec le Mouvement national belge, à l'essor de ce qui deviendra l'un des principaux réseaux de résistance armée en Belgique. En outre, les brigades constituent l'un des premiers réseaux de renseignements créé en Belgique sous l'impulsion de la Grande-Bretagne.

## Structure et activités
Le Mouvement national belge, complété par les anciennes Brigades Toast, se structure et Camille Joset dirige le groupe dès janvier 1941. Le directeur, entouré de conseillers, forme avec ceux-ci le Directoire national. Le Mouvement national belge étant organisé par provinces, cette institution est à la tête de neuf Comités provinciaux, parmi lesquels se trouvent le chef provincial et les chefs de secteurs. En janvier 1944, l'organisation du groupe est d'ailleurs complétée avec la création de circonscriptions territoriales plus petites.
Les activités du groupe durant le conflit touchent l'ensemble du territoire belge, et s'organisent principalement autour de la presse clandestine, le sabotage et la mise en place de filières d'évacuation. La création du journal La Voix des Belges par Camille Joset en juillet 1941 représente l'élément le plus marquant développé par le Mouvement national belge. Publié à grande échelle dans le pays, le journal a pour but de maintenir le moral de la population, et ce dernier permet au groupe de véhiculer ses idées. À ces activités principales s'ajoutent d'autres missions comme la collecte de renseignements, l'aide envers la communauté juive ou encore l'interception de courrier de dénonciation. Dans ce contexte, le groupe de résistance travaille avec d'autres réseaux tels que le Front de l'Indépendance ou le réseau Comète.

## Dissolution
Le rôle joué par le groupe est apprécié parmi la résistance armée, le réseau obtient même le soutien du gouvernement belge en exil à Londres, ce qui lui permettrait d'être au premier plan pendant la Libération. Cependant, cette situation amène les autorités allemandes à arrêter, en février 1944, la plupart des dirigeants du Mouvement national belge, dont Raymond Defonsesca qui est alors le directeur du réseau. À ces arrestations, s'ajoute la confiscation d'une grande partie du matériel et des moyens de communication du groupe. Les conséquences de cette opération sont désastreuses pour le réseau, et celui-ci ne parvient pas à tenir le rôle qui lui était attribué à la fin du conflit.

## Membres importants
Il n'existe pas de recensement de l'entièreté des membres des Brigades Toast. Parmi ceux-ci figurent quelques membres éminents :
- Camille Joset
- Camille-Jean Joset
- Lucy Joset